# Bagneux-Lucie Aubrac
Bagneux-Lucie Aubrac è una stazione della linea 4 della metropolitana di Parigi.

## Corrispondenze
- Bus RATP: 162, 187, 188, 193, 197, 388.